# 星野純子
星野 純子（ほしの じゅんこ、1989年9月25日 - ）は、日本の元モーグル選手。チームリステル所属。マネジメント契約先はスポーツビズ。
新潟県長岡市出身。長岡市立栖吉小学校、長岡市立栖吉中学校、新潟県立長岡向陵高等学校、新潟大学人文学部卒業。
小学6年生の頃、ソルトレークオリンピックに出場した上村愛子に憧れて競技を開始する。高校時代は片道4時間かけて福島県猪苗代町まで練習に通った。
2014年1月19日にカナダのバルサンコムで開かれたワールドカップ第6戦で3位に入り、ソチオリンピックの出場権を獲得。
ソチオリンピックでは、2月6日に行われた予選第1回では15位で決勝進出を逃す。2月8日の予選第2回でも15位となり、全体25位で大会を終えた。
2016年に左前十字靭帯断裂の怪我を負い、その影響もあり2018年の平昌オリンピック出場は叶わなかった。
2019年には全日本選手権においてモーグル・デュアルモーグルの2冠に輝く。
2020年のワールドカップたざわ湖大会では2位、5季ぶりの表彰台に上がった。
2022年北京オリンピックの出場をかけた2021/2022年シーズンは、日本人4枠の熾烈な選考レースが繰り広げられた。オリンピック直前の選考対象最後のワールドカップで4枠目の切符を掴み取り、2大会ぶり2度目の出場を決めた。
北京オリンピックでは予選1回目を6位の好位置で通過。続く準々決勝では12位までが準決勝に進むところ僅差で13位、これが最終順位となった。
2022年3月8日に現役引退を表明。3月21日に開催された全日本選手権で2位の成績を収め、競技生活を終えた。